# Вербка-Мурована
Вербка-Мурована — село в Ярмолинецькій селищній громаді Хмельницького району Хмельницької області. Населення становить 526 осіб.

## Історія
У 1777 році була побудована церква на честь св. Миколая.

## Символіка

### Герб
У червоному, мурованому срібним, щиті із зеленої бази виходить золотий дерев'яний частокіл із золотими зачиненими ворітьми, які впираються в лазурову трикутну главу з золотим сонцем. Щит вписаний в золотий декоративний картуш і увінчаний золотою сільською короною. Унизу картуша напис «ВЕРБКА МУРОВАНА» і рік «1493».

### Прапор
Квадратне полотнище розділене горизонтально у співвідношенні 5:1 на червону і зелену смуги. Від верхніх кутів до середини полотнища виходить синій трикутник, на якому жовте сонце. З зеленої смуги до нижньої вершини трикутника виходить жовтий частокіл із зачиненими ворітьми.

### Пояснення символіки
Герб є промовистим. Верба означає назву села, мурований щит — частину назви, частокіл із ворітьми — давнє укріплене городище, що існувало в цій місцевості. На прапорі повторюються кольори і фігури герба.

## Уродженці
- Гіліс Михайло Борисович (1907—1989) — радянський учений-агроном; доктор сільськогосподарських наук, професор.

## Галерея

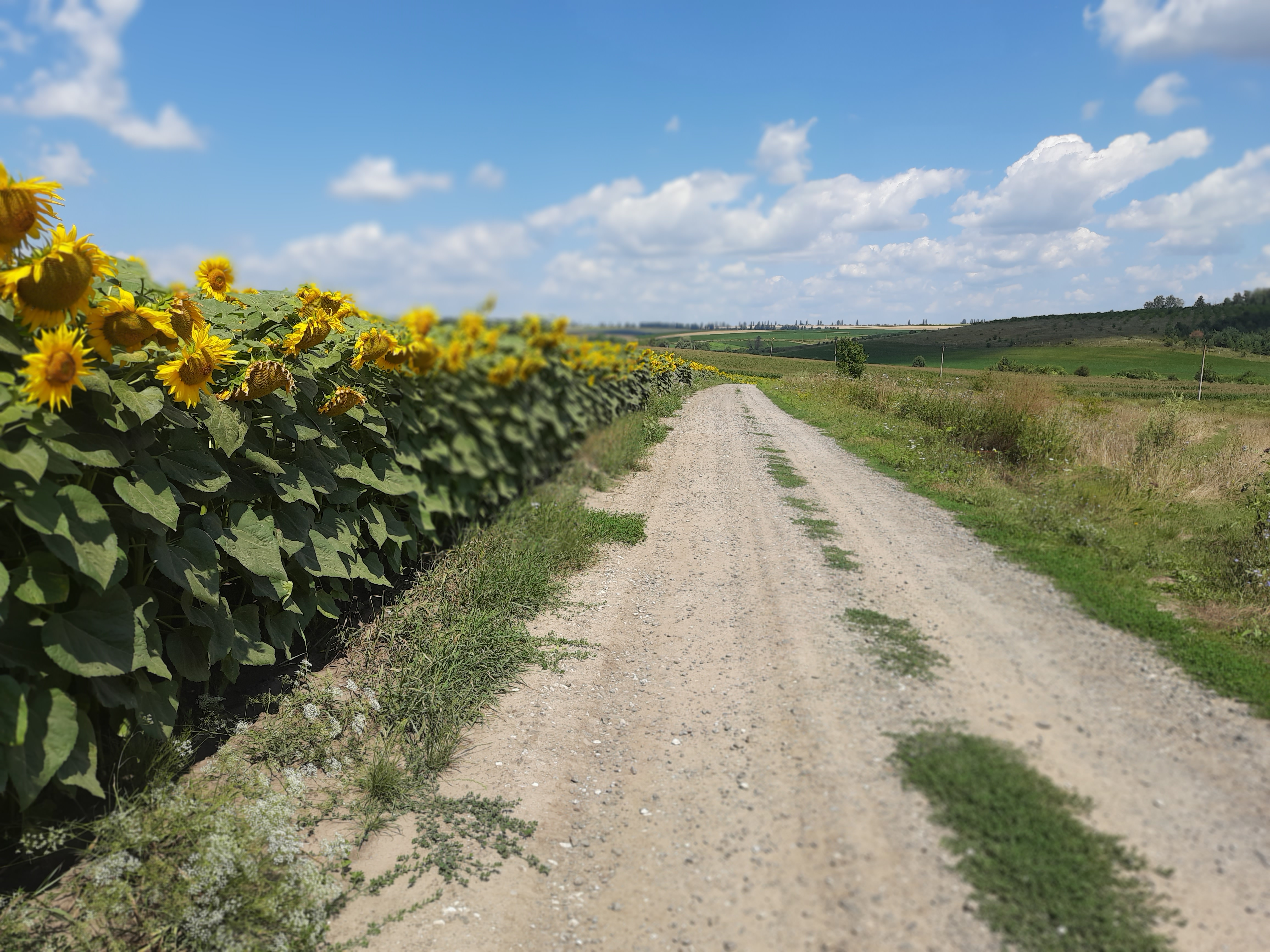
Дорога на село
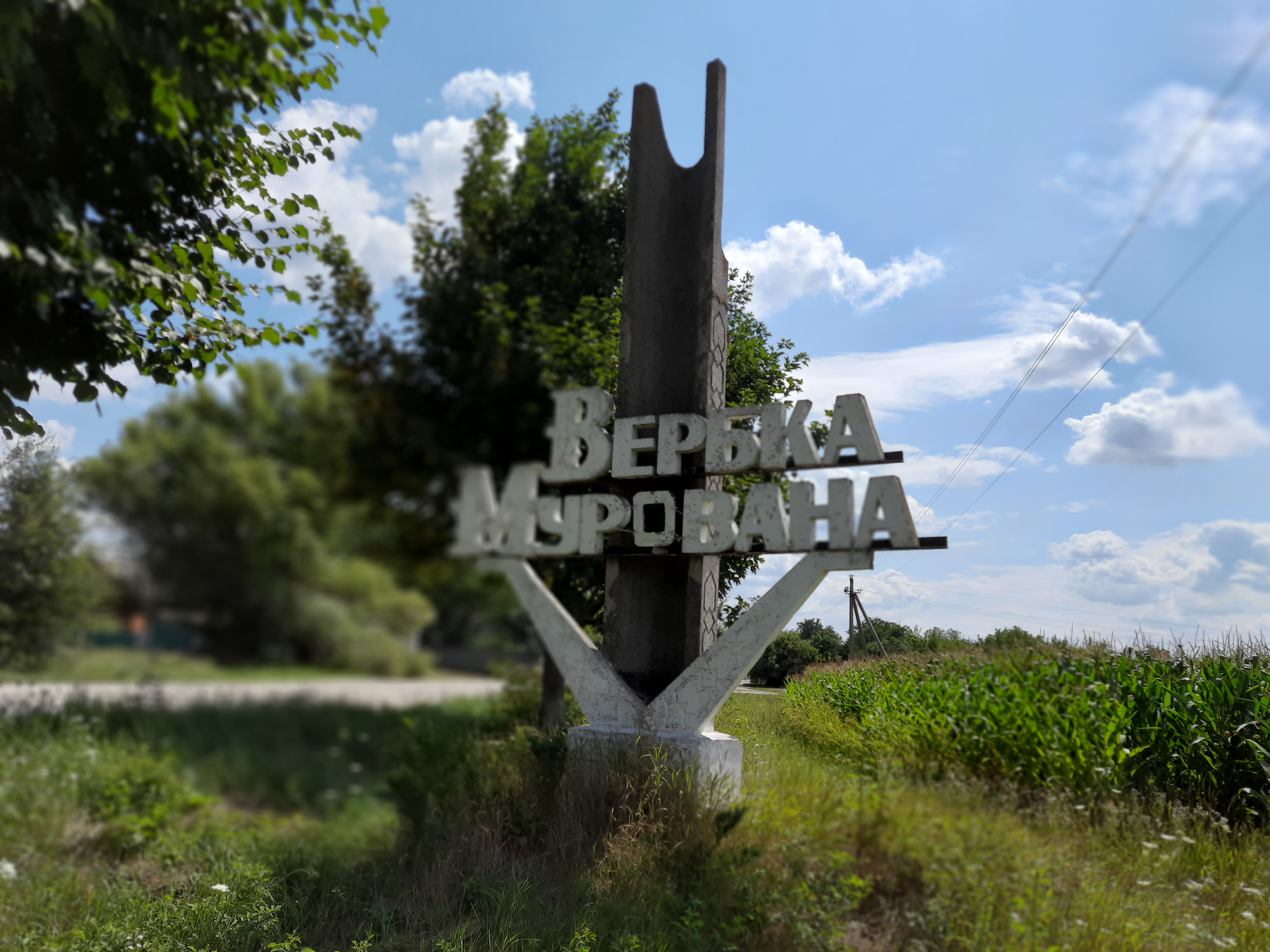
Знак при в'їзді в село
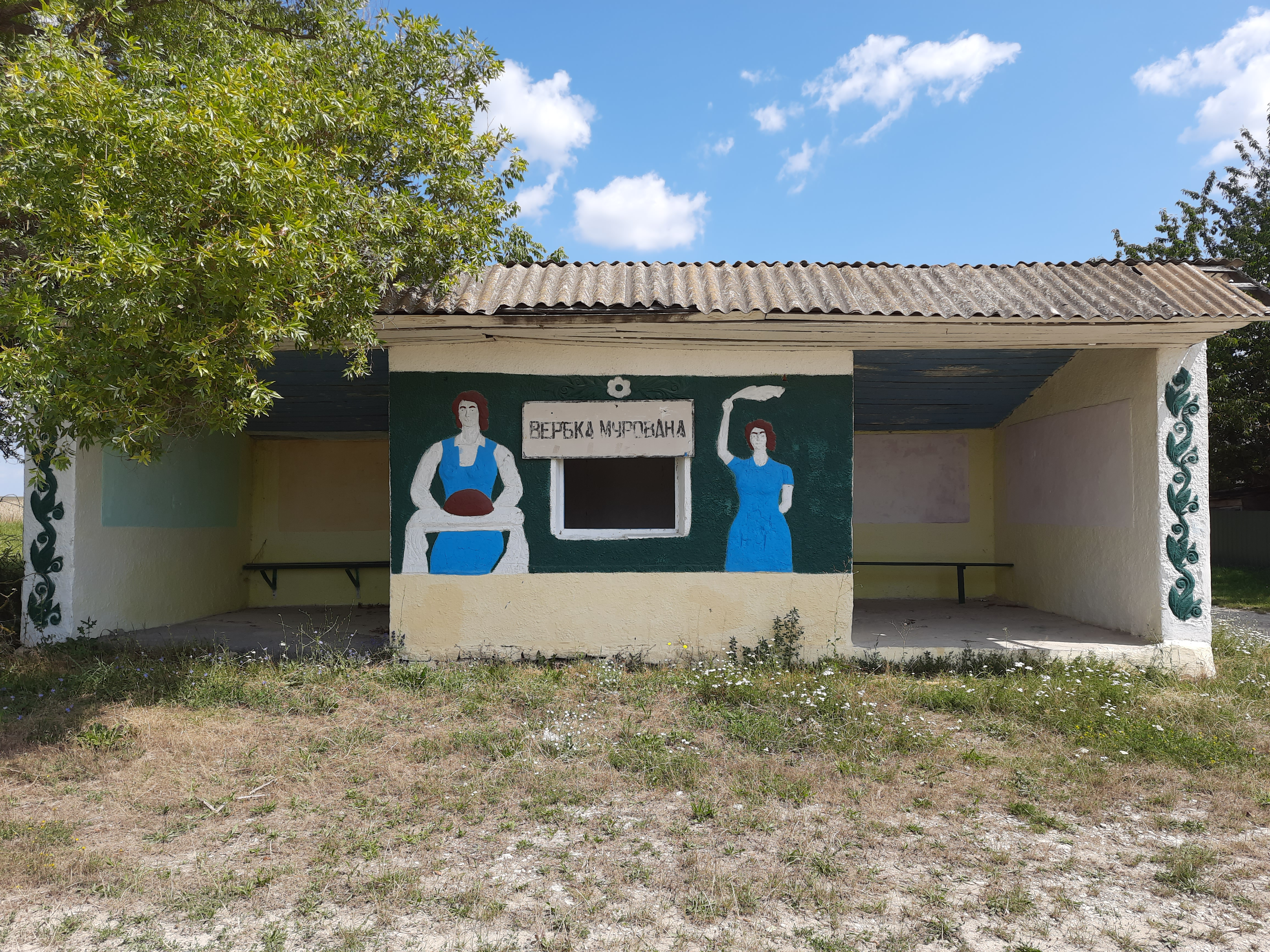
Автобусна зупинка
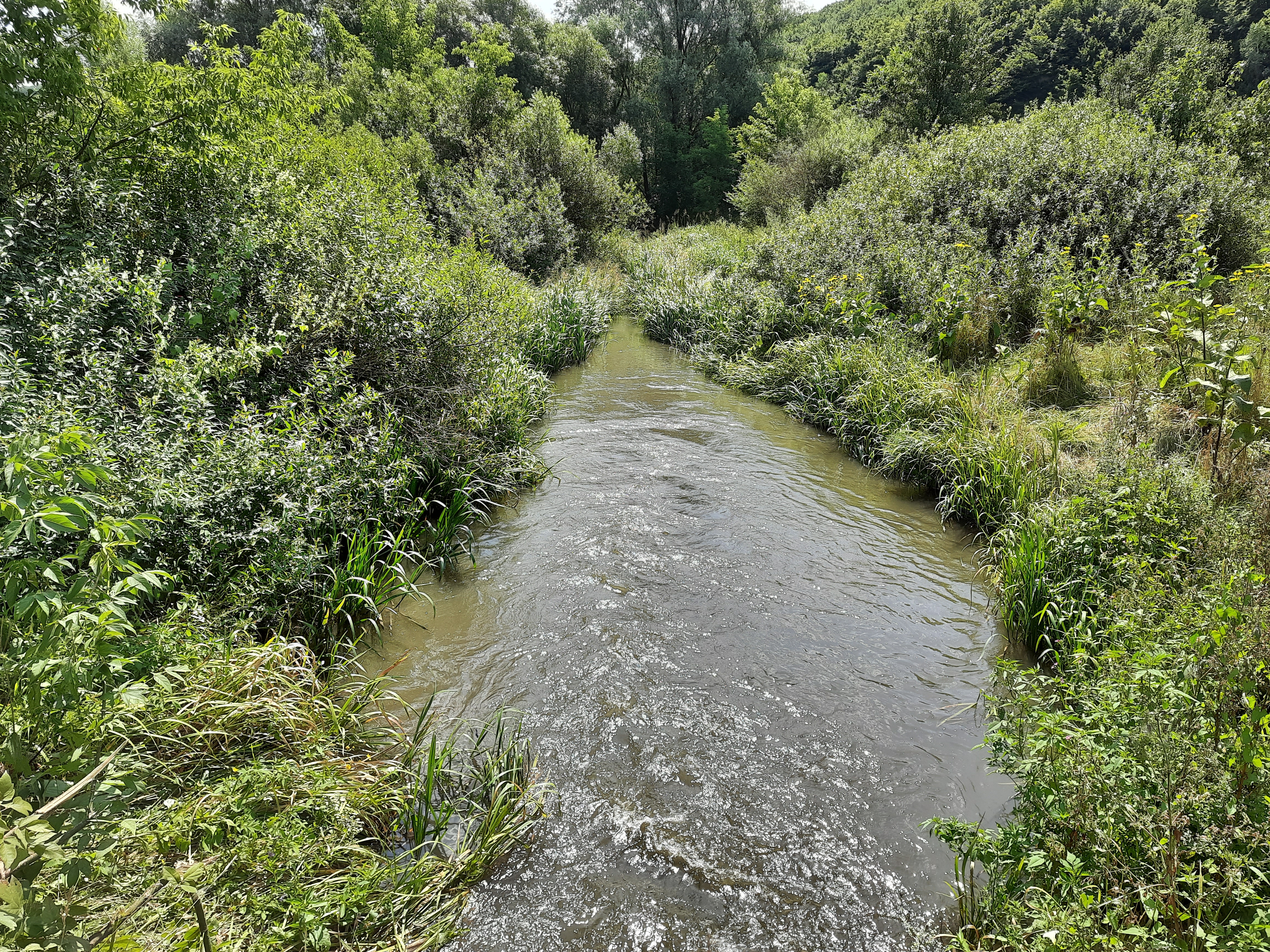
Річка Ушиця
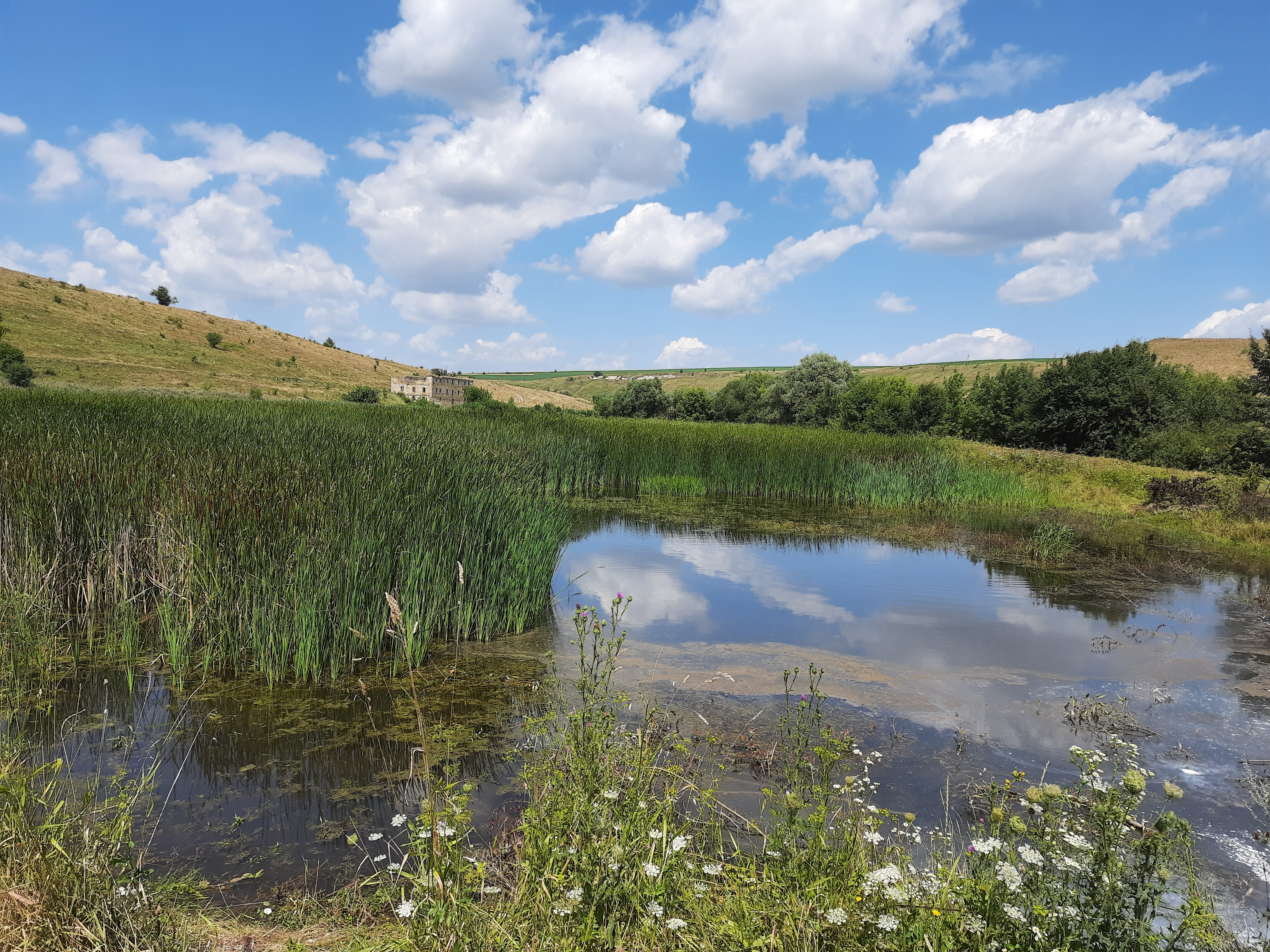
Став неподалік села